# Debra Messing
Debra Messing (Brooklyn, 1968. augusztus 15.) Primetime Emmy-díjas amerikai színésznő.
Karrierje a rövid életű Ned and Stacey, illetve Prey című televíziós sorozatokban kezdődött, az áttörést Grace Adler szerepével érte el a Will és Grace (1998–2006, 2017–2020) című szituációs komédiában. Grace Adler megformálásáért hét alkalommal jelölték Golden Globe-díjra és ötször Primetime Emmy-díjra (utóbbit 2003-ban el is nyerte). 2007–2008 között az Álomgyári feleség sorozat főszereplője volt, mellyel szintén jelöléseket szerzett a fenti díjakra. A 2010-es évek közepén egy rendőrségi sorozat, a Laura rejtélyei főszerepét kapta meg.
Több filmben is játszott, emellett szinkronszerepeket is vállalt (Garfield, Nagyon vadon).

## Fiatalkora és családja
Brooklynban született, Sandra és Brian Messing gyermekeként. Zsidó származású, ősei Lengyelországból és Oroszországból emigráltak.
Három éves volt, amikor a Rhode Island állambeli East Greenwichbe költöztek szüleivel és testvérével, Brett-tel.
Középiskolás korában több musicalben énekelt és színészkedett. 1986-ban nyert egy Rhode Island-i szépségversenyen. 1990-ben a Brandeis University hallgatójaként magna cum laude fokozatot szerzett. Ezt követően ösztöndíjat nyert a New York-i Egyetem Tisch School of the Arts nevű tagintézményébe.

## Pályafutása
1993-ban pozitív kritikákat kapott az Angels in America: Perestroika című színdarabban nyújtott teljesítményéért. 1994–1995 között feltűnt a New York rendőrei epizódjaiban. 1995-ben debütált a mozivásznon, Alfonso Arau Pár lépés a mennyország című romantikus drámájában. Ezt követően a Fox leszerződtette őt a rövid életű Ned & Stacey című sitcom egyik főszereplőjeként. A műsor 1995-től 1997-ig futott.

## Magánélete
1990-ben a New York-i Egyetemen találkozott Daniel Zelman színésszel. 2000. szeptember 3-án házasodtak össze, Manhattanben éltek. 2004-ben született meg fiuk. 2011 decemberében külön költöztek, Messing 2012. június 5-én jelentette be válásukat. A válást 2016. március 1-én véglegesítették.
2011-től 2014-ig Will Chase-zel járt.

## Filmográfia

### Film
| Év   | Magyar cím              | Eredeti cím                    | Szerep                     | Magyar hang        |
| ---- | ----------------------- | ------------------------------ | -------------------------- | ------------------ |
| 1995 | Pár lépés a mennyország | A Walk in the Clouds           | Betty Sutton               | Biró Anikó         |
| 1997 | Gyagyások serege        | McHale's Navy                  | Penelope Carpenter hadnagy | Orosz Helga        |
| 1998 | Sztárral szemben        | Celebrity                      | tévériporter               |                    |
| 2002 | Megszólít az éjszaka    | The Mothman Prophecies         | Mary Klein                 | Juhász Judit       |
| 2002 | Hollywoody történet     | Hollywood Ending               | Lori                       | Kiss Erika         |
| 2003 |                         | Marion's Triumph               | narrátor                   |                    |
| 2004 | Derült égből Polly      | Along Came Polly               | Lisa Kramer                | Gubás Gabi         |
| 2004 | Derült égből Polly      | Along Came Polly               | Lisa Kramer                | Juhász Judit       |
| 2004 | Garfield                | Garfield: The Movie            | Arlene (hangja)            | Kovács Nóra        |
| 2005 | Lagzi-randi             | The Wedding Date               | Kat Ellis                  | Kisfalvi Krisztina |
| 2006 | Nagyon vadon            | Open Season                    | Beth                       | Kiss Eszter        |
| 2007 | Bíbor violák            | Purple Violets                 | Kate Scott                 | Major Melinda      |
| 2007 | Szerencse dolga         | Lucky You                      | Suzanne Offer              | Ősi Ildikó         |
| 2008 | Nők                     | The Women                      | Edie Cohen                 | Szalay Krisztina   |
| 2008 | Végre karácsony!        | Nothing like the Holidays      | Sarah Rodriguez            | Rudolf Teréz       |
| 2014 | Esős vasárnap           | Like Sunday, Like Rain         | Barbara                    |                    |
| 2016 |                         | Albion: The Enchanted Stallion | A királynő                 |                    |
| 2018 | Keresés                 | Searching                      | Rosemary Vick nyomozó      | Kisfalvi Krisztina |
| 2020 | Ellenállhatatlan        | Irresistible                   | Babs Garnett               |                    |
| 2020 |                         | The Dark Divide                | Thea Linnea Pyle           |                    |
| 2022 | 13: A musical           | 13: The Musical                | Jessica Goldman            | Kisfalvi Krisztina |
| 2022 | Spanok                  | Bros                           | önmaga                     |                    |
| 2025 |                         | October 8                      | önmaga                     |                    |
| 2025 | The Alto Knights        | Bobbie Costello                |                            |                    |

### Televízió
| Év                  | Magyar cím                               | Eredeti cím                       | Szerep                   | Megjegyzések                               |
| ------------------- | ---------------------------------------- | --------------------------------- | ------------------------ | ------------------------------------------ |
| 1994–1995           | New York rendőrei                        | NYPD Blue                         | Dana Abandando           | 3 epizód                                   |
| 1995                |                                          | Partners                          | Stacey                   | 1 epizód                                   |
| 1995–1997           |                                          | Ned & Stacey                      | Stacey Colbert           | főszereplő                                 |
| 1996–1997           | Seinfeld                                 | Seinfeld                          | Beth Lookner             | 2 epizód                                   |
| 1998                |                                          | Prey                              | Dr. Sloan Parker         | főszereplő                                 |
| 1998–2006 2017–2020 | Will és Grace                            | Will & Grace                      | Grace Adler              | főszereplő                                 |
| 1999                | Jézus                                    | Jesus                             | Mária Magdolna           | - tévéfilm - magyar hangja: - Balázs Ágnes |
| 2002                | Texas királyai                           | King of the Hill                  | Mrs. Hilgren-Bronson     | 1 epizód                                   |
| 2006–2012           | A kifutó                                 | Project Runway                    | önmaga (vendég zsűritag) | 2 epizód                                   |
| 2007                | Álomgyári feleség                        | The Starter Wife                  | Molly Kagan              | minisorozat (6 epizód)                     |
| 2008                | Álomgyári feleség                        | The Starter Wife                  | Molly Kagan              | főszereplő                                 |
| 2009                | Szezám utca                              | Sesame Street                     | önmaga                   | 1 epizód                                   |
| 2011                | Esküdt ellenségek: Különleges ügyosztály | Law & Order: Special Victims Unit | Alicia Harding           | 1 epizód                                   |
| 2012–2013           | Kasszasiker                              | Smash                             | Julia Houston            | főszereplő                                 |
| 2014–2016           | Laura rejtélyei                          | The Mysteries of Laura            | Laura Diamond nyomozó    | főszereplő                                 |
| 2014–2019           |                                          | Project Runway All Stars          | önmaga (vendég zsűritag) | 3 epizód                                   |
| 2016–2017           |                                          | Nightcap                          | önmaga                   | 2 epizód                                   |
| 2017                |                                          | Dirty Dancing                     | Marjorie Houseman        | tévéfilm                                   |